# هری برایتمور
هری برایتمور (انگلیسی: Harry Brightmore؛ زادهٔ ۱ ژوئیهٔ ۱۹۹۴) قایقران روئینگ اهل بریتانیا است.
وی در مسابقات کشوری و بین‌المللی در مجموع برندهٔ ۴ مدال طلا شده است.